# DAF MB200
O DAF MB200 foi um modelo de ônibus produzido pela empresa DAF dos Países Baixos durante a década de 70 e 80. Este modelo possuía um motor DAF de 11.6 litros a diesel e transmissão ZF AG. Foi importado pelo Reino Unido, em 1975, numa época em que ônibus fabricados fora do país ainda eram relativamente pouco comum na Grã-Bretanha. Na metade de 1980 o modelo foi substituído pelo modelo DAF MB230 este com produção até 1993.